# JAXB
Java Архітектура для XML Binding (JAXB) дозволяє розробникам відображати(ставити у відповідність) класи Java у XML файли. JAXB має дві основні властивості: здатність створювати класи Java з XML і навпаки - створювати XML файли з класів Java. 
JAXB особливо корисна, коли специфікація є складною і часто змінюється. 
JAXB є частиною платформи Java SE і одним з інтерфейсів API у платформі Java EE, також є частиною Java Web Services Development Pack (JWSDP).
JAXB 1.0 був розроблений в рамках Java Community Process як JSR31. У 2006 році JAXB 2.0 розробляється в рамках JSR 222.

## Використання
Інструмент "xjc" може бути використаний для конвертації XML Schema а також ряду інших схем(з версії Java 1.6 підтримуються експериментально RELAX NG, XML DTD, так WSDL) у класи Java.

## Зв'язування по замовчуванню
Таблиця показує відповідність типів даних XML до типів даних Java в JAXB.

| XML Schema Type                                    | Java Data Type                          |
| -------------------------------------------------- | --------------------------------------- |
| xsd:string                                         | java.lang.String                        |
| xsd:positiveInteger                                | java.math.BigInteger                    |
| xsd:int                                            | int                                     |
| xsd:long                                           | long                                    |
| xsd:short                                          | short                                   |
| xsd:decimal                                        | java.math.BigDecimal                    |
| xsd:float                                          | float                                   |
| xsd:double                                         | double                                  |
| xsd:boolean                                        | boolean                                 |
| xsd:byte                                           | byte                                    |
| xsd:QName                                          | javax.xml.namespace.QName               |
| xsd:dateTime                                       | javax.xml.datatype.XMLGregorianCalendar |
| xsd:base64Binary                                   | byte[]                                  |
| xsd:hexBinary                                      | byte[]                                  |
| xsd:unsignedInt                                    | long                                    |
| xsd:unsignedShort                                  | int                                     |
| xsd:unsignedByte                                   | short                                   |
| xsd:unsignedLong                                   | java.math.BigDecimal                    |
| xsd:time                                           | javax.xml.datatype.XMLGregorianCalendar |
| xsd:date                                           | javax.xml.datatype.XMLGregorianCalendar |
| xsd:g                                              | javax.xml.datatype.XMLGregorianCalendar |
| xsd:anySimpleType (for xsd:element of this type)   | java.lang.Object                        |
| xsd:anySimpleType (for xsd:attribute of this type) | java.lang.String                        |
| xsd:duration                                       | javax.xml.datatype.Duration             |
| xsd:NOTATION                                       | javax.xml.namespace.QName               |

## Зовнішні джерела
- JAXB home page Reference Implementation on Project GlassFish
- previous JAXB home page [Архівовано 31 серпня 2005 у Wayback Machine.]
- A JAXB Tutorial by Wolfgang Laun
- JSR 222 [Архівовано 26 січня 2021 у Wayback Machine.] (JAXB 2.0)
- JSR 31 [Архівовано 10 липня 2017 у Wayback Machine.] (JAXB 1.0)
- JAXB chapter of the Java EE 5 Tutorial [Архівовано 7 лютого 2009 у Wayback Machine.]
- JAXB Wizard [Архівовано 31 травня 2012 у Wayback Machine.]

### Статті
- Generate an XML Document from an Object Model with JAXB 2 [Архівовано 29 жовтня 2020 у Wayback Machine.]
- JAXB 2.0
- XML and Java technologies: Data binding, Part 2: Performance [Архівовано 11 березня 2011 у Wayback Machine.]